# Port lotniczy Abu Zabi

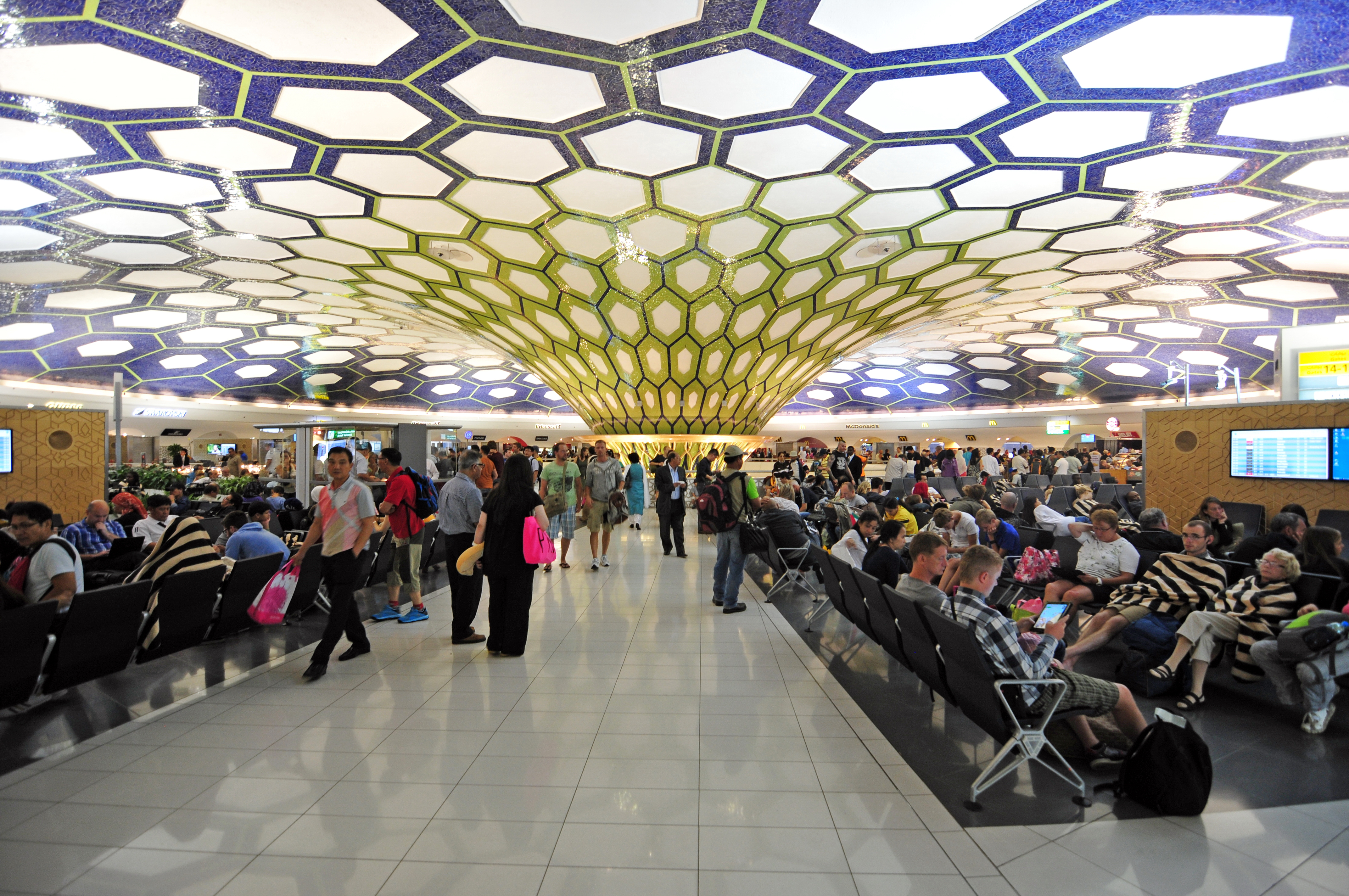
Terminal

Port lotniczy Abu Zabi (IATA: AUH, ICAO: OMAA) – międzynarodowy port lotniczy położony 26 km na wschód od Abu Zabi. Jest drugim co do wielkości portem lotniczym w Zjednoczonych Emiratach Arabskich. Jest głównym portem przesiadkowym linii Etihad Airways. Lotnisko jest jednym z najszybciej rozwijających się portów lotniczych na świecie pod względem pasażerów (+34% w Q1: 2008), nowych linii lotniczych i rozwoju infrastruktury. Lotnisko przechodzi teraz znaczący rozwój, całkowita kwota przeznaczona na projekty wynosi 6,8 mld USD.
Port lotniczy Abu Zabi jest drugim co do wielkości w Zjednoczone Emiraty Arabskie, obsługując 9 milionów pasażerów w 2008, wzrost o 30 procent w stosunku do 2007. Jego przestrzeń terminalu jest zdominowana przez Etihad Airways, który jest drugim w Zjednoczonych Emiratach Arabskich największym przewoźnikiem lotniczym po Emirates.
Terminal 3, otwarty w styczniu 2009, pozwolił na zwiększenie przepustowości lotniska do 12 milionów pasażerów rocznie. Oczekiwało się, że ta liczba pasażerów zostanie osiągnięta w 2011 roku.
Prace rozwojowe rozpoczęły się także na nowym terminalu pasażerskim, który zostanie usytuowany między dwoma pasami startowymi i znany jest jako Terminal Pomocniczy. Po ukończeniu w 2012 terminal zwiększył możliwości obsługowe lotniska do 20 milionów rocznie.
15 maja 1990 na tym lotnisku był wypadek lotniczy samolotu należącego do polskiej firmy Geokart. Zginęli: Witold Świadek,  Jerzy Winiarski, Sławomir Dziemidowicz 

## Rozbudowa
Projekt rozbudowy zakłada budowę drugiego równoległego pasa startowego o długości 4100 m, 2 km od istniejącego pasa startowego (już funkcjonuje od 2009 r.), nową 110-metrową wieżę między dwoma pasami startowymi z nowym centrum sterowani ruchem lotniczym; nowy terminalu pomocniczy (budynek główny i środkowa część nowego lotniska), który jest do realizacji dla pierwszego etapu realizacji w 2014; zwiększenie ładowności i obiektów obsługi technicznej i innych projektów komercyjnych na terenie bezpośrednio przylegającym do i na północ od istniejącego lotniska.
Terminal 3, otwarty w styczniu 2009 za kwotę 1 mld dirhamów (271,9 mln dolarów), powstał aby zaspokoić wzrost liczby pasażerów przed otwarciem Terminalu Pomocniczego. Używany głównie przez Etihad Airways, terminal zwiększył zdolność obsługi lotniska z siedmiu milionów pasażerów do 12 milionów. Nowy Terminal 3 także zwiększył liczbę nowych bramek o 10, z których dwie są zdolne do obsługi Airbusa A380.
Port lotniczy Abu Zabi ma trzy gwiazdki od Skytrax.
Lotnisko obsłużyło ponad 10 mln pasażerów w 2010.
Terminal 2 był w stanie obsłużyć do dwóch milionów pasażerów rocznie. Został zbudowany jako rozwiązanie do wielkości ruchu lotniczego, które wyrosło z istniejącego terminalu.
W listopadzie 2023 oddano do użytku nowy Terminal A, jest on w stanie obsłużyć 45 mln pasażerów rocznie. Operacje wszystkich linii lotniczych zostały przeniesione do nowego budynku, a pozostałe terminale zostały zamknięte.

## Linie lotnicze i połączenia
Według stanu na listopad 2024 port lotniczy w Abu Zabi obsługiwany jest przez 34 linie lotnicze, które oferują bezpośrednie połączenia do 134 portów lotniczych w 66 krajach Azji, Europy, Afryki i Ameryki Północnej:
| Linia lotnicza                  | Kierunek |
| ------------------------------- | --- |
| Aegean Airlines                 | 1. Ateny |
| Aerofłot                        | 1. Moskwa-Szeremietiewo |
| Air Arabia                      | 1. Ahmadabad 2. Aleksandria 3. Amman 4. Bagdad 5. Bahrajn 6. Baku 7. Bejrut 8. Kair 9. Ćottogram 10. Ćennaj 11. Kolombo 12. Dhaka 13. Irbil 14. Faisalabad 15. Stambuł-Sabiha 16. Katmandu 17. Chartum 18. Koczin 19. Kolkata 20. Kozhikode 21. Kuwejt 22. Moskwa-Domodiedowo 23. Multan 24. Mumbaj 25. Maskat 26. Salala 27. Sauhadż 28. Taszkent 29. Tbilisi 30. Teheran 31. Thiruvananthapuram Sezonowo: 1. Trabzon |
| Air France                      | 1. Paryż-Charles de Gaulle |
| Air India                       | 1. Mumbaj |
| Air India Express               | 1. Bengaluru 2. Kannur 3. Koczin 4. Kozhikode 5. Mangaluru 6. Mumbaj 7. Thiruvananthapuram 8. Tiruchirapalli |
| Airblue                         | 1. Islamabad 2. Lahaur |
| Azur Air                        | Czarter sezonowo: 1. Moskwa-Wnukowo |
| Badr Airlines                   | 1. Chartum 2. Port Sudan |
| Belavia                         | 1. Mińsk |
| Biman Bangladesh Airlines       | 1. Ćottogram 2. Dhaka 3. Srihotto |
| British Airways                 | 1. Londyn-Heathrow |
| Cham Wings Airlines             | 1. Aleppo 2. Damaszek |
| Egyptair                        | 1. Kair |
| Etihad Airways                  | 1. Ahmadabad 2. Algier (od 7 listopada 2025) 3. Amman 4. Amsterdam 5. Ateny 6. Atlanta (od 2 lipca 2025) 7. Bahrajn 8. Bengaluru 9. Bangkok-Suvarnabhumi 10. Barcelona 11. Pekin-Daxing 12. Bejrut 13. Boston 14. Bruksela 15. Kair 16. Casablanca 17. Ćennaj 18. Chiang Mai (od 3 listopada 2025) 19. Chicago-O'Hare 20. Kolombo 21. Kopenhaga 22. Ad-Dammam 23. Delhi 24. Denpasar 25. Doha 26. Dublin 27. Düsseldorf 28. Frankfurt 29. Gassim 30. Genewa 31. Hajdarabad 32. Hanoi (od 3 listopada 2025) 33. Hongkong (od 3 listopada 2025) 34. Islamabad 35. Stambuł 36. Jaipur 37. Dżakarta 38. Dżudda 39. Johannesburg 40. Koczin 41. Kolkata 42. Kozhikode 43. Krabi (od 9 października 2025) 44. Kuala Lumpur 45. Kuwejt 46. Lahaur 47. Lizbona 48. Londyn-Heathrow 49. Madryt 50. Mahé 51. Male 52. Manchester 53. Manila 54. Melbourne 55. Mediolan-Malpensa 56. Moskwa-Szeremietiewo 57. Mumbaj 58. Monachium 59. Maskat 60. Nairobi 61. Nowy Jork-JFK 62. Osaka-Kansai 63. Paryż-Charles de Gaulle 64. Petersburg 65. Phuket 66. Phnom Penh (od 3 października 2025) 67. Praga (od 2 czerwca 2025) 68. Rijad 69. Rzym-Fiumicino 70. Seul-Inczon 71. Szanghaj-Pudong 72. Singapur 73. Sydney 74. Tajpej-Taiwan Taoyuan (od 7 września 2025) 75. Tel Awiw-Jafa 76. Thiruvananthapuram 77. Tokio-Narita 78. Toronto-Pearson 79. Tunis (od 1 listopada 2025) 80. Wiedeń 81. Warszawa-Chopin (od 3 czerwca 2025) 82. Waszyngton-Dulles 83. Zurych Sezonowo: 1. Antalya 2. Al-Alamein (od 17 lipca 2025) 3. Malaga 4. Mykonos 5. Nicea 6. Santorini |
| Flynas                          | 1. Medyna |
| Gulf Air                        | 1. Bahrajn |
| Hainan Airlines                 | 1. Haikou |
| Himalaya Airlines               | 1. Katmandu |
| IndiGo                          | 1. Ahmadabad 2. Coimbatore 3. Czandigarh 4. Ćennaj 5. Delhi 6. Goa 7. Hajdarabad 8. Kannur 9. Koczin 10. Kozhikode 11. Lucknow 12. Mumbaj |
| Iraqi Airways                   | 1. Bagdad |
| Jazeera Airways                 | 1. Kuwejt |
| Kam Air                         | 1. Kabul |
| Kuwait Airways                  | 1. Kuwejt |
| Middle East Airlines            | 1. Bejrut |
| Oman Air                        | 1. Maskat |
| Pakistan International Airlines | 1. Islamabad 2. Karaczi 3. Lahaur 4. Peszawar 5. Sijalkot |
| Pegasus Airlines                | 1. Stambuł-Sabiha |
| Pobeda                          | 1. Moskwa-Wnukowo |
| Qatar Airways                   | 1. Doha |
| Royal Jordanian                 | 1. Amman |
| SalamAir                        | 1. Maskat 2. Salala |
| Saudia                          | 1. Dżudda 2. Medyna 3. Rijad |
| Smartwings                      | Czarter sezonowo: 1. Kolonia/Bonn 2. Lipsk/Halle 3. Norymberga |
| SriLankan Airlines              | 1. Kolombo |
| SunExpress                      | 1. Antalya 2. Izmir |
| Syrian Air                      | 1. Damaszek 2. Latakia |
| Turkish Airlines                | 1. Stambuł |
| Turkmenistan Airlines           | 1. Aszchabad |
| US-Bangla Airlines              | 1. Ćottogram 2. Dhaka |
| Wizz Air                        | 1. Ad-Dammam 2. Aleksandria 3. Ałmaty 4. Amman 5. Akaba 6. Astana 7. Ateny 8. Baku 9. Belgrad 10. Biszkek 11. Bukareszt 12. Budapeszt 13. Erywań 14. Giza 15. Irbil 16. Katowice 17. Kraków 18. Kutaisi 19. Larnaka 20. Male 21. Maskat 22. Mediolan-Malpensa (od 2 czerwca 2025) 23. Medyna 24. Neapol 25. Rzym-Fiumicino 26. Samarkanda 27. Sofia 28. Sauhadż 29. Taszkent 30. Tel Awiw-Jafa 31. Tirana 32. Turkiestan 33. Warna (od 31 marca 2025) 34. Wiedeń Sezonowo: 1. Katania 2. Kluż-Napoka 3. Salala 4. Santorini 5. Sarajewo |

| Linie lotnicze        | Połączenia | Terminal |
| --------------------- | --- | -------- |
| Cargolux              | Luksemburg |          |
| China Airlines Cargo  | Tajpej-Taoyuan |          |
| Etihad Crystal Cargo  | Addis Abeba, Amsterdam, Bangalore, Pekin-Capital, Madras, Kolombo, Delhi, Dhaka, Arbela, kanton, Frankfurt-Hahn, Hongkong, Johannesburg, Kabul, Karaczi, Chartum, Kalkuta, Lagos, Mediolan-Malpensa, Bombaj, Nairobi, Ndżamena, Szanghaj-Pudong, Szardża, Trypolis |          |
| Lufthansa Cargo       | Frankfurt-Hahn |          |
| Maximus Air Cargo     | Lahaur |          |
| Turkmenistan Airlines | Aszhabad |          |

## Transport
Etihad Airways oferuje autokary autobusowe między Dubajem i Portem lotniczym Abu Zabi dla klientów Etihad. Autobus również łączy lotnisko z centrum Abu Zabi.